# Żdżary (powiat opoczyński)
Żdżary – wieś w Polsce położona w województwie łódzkim, w powiecie opoczyńskim, w gminie Drzewica.

## Historia

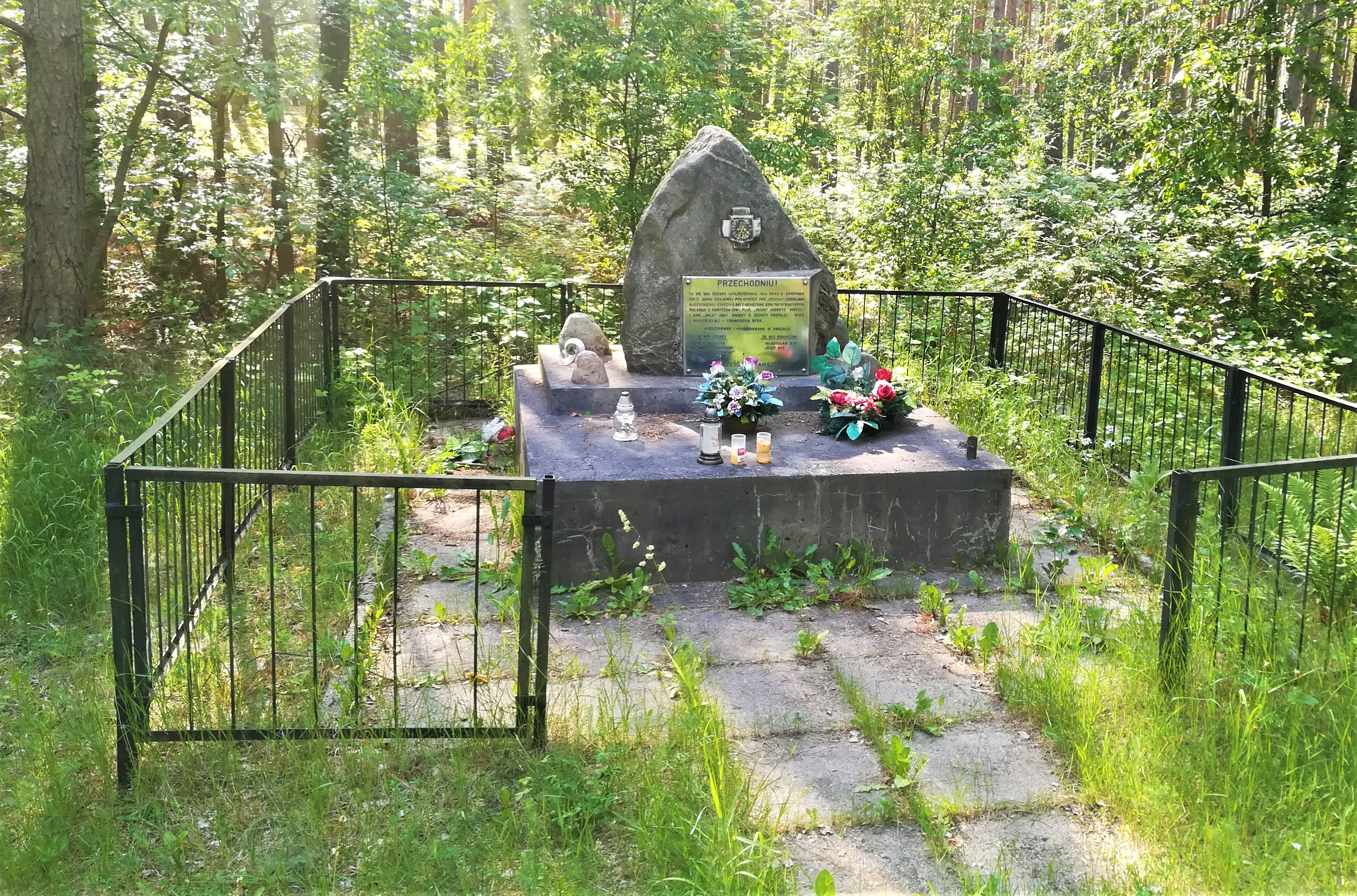
Pomnik żołnierzy Armii Krajowej

W północnej części wsi znajduje się pomnik w formie głazu pamiątkowego z tablicą, upamiętniający żołnierzy 6. Kompanii 25. Pułku Piechoty Armii Krajowej, którzy 14 października 1944 stoczyli bój z niemieckimi jednostkami pacyfikacyjnymi. Dowódcą kompanii był porucznik Zdzisław Suszycki "Osuch". Podczas walki poległo dwóch partyzantów: plutonowy Henryk Mozol "Długi" i nieznany kapral "Wilk", dwie sanitariuszki: Ewa Kuczyńska "Ewa" i nieznana "Lucynka" oraz jeden były jeniec sowiecki i jeden Belg, uciekinier z niemieckiej służby pomocniczej. Niemcy, którzy stracili czterech ludzi, z zemsty podpalili wieś i rozstrzelali jej mieszkańca, Franciszka Byka. W odwecie aresztowano też i zamordowano w niemieckich obozach mieszkańców wsi Żdżary (Piotra Kowalczyka, Kazimierza Gorzyńskiego, Hieronima Gorzyńskiego, Jana Srocińskiego) oraz Domaszno (Władysława i Józefa Byków). 
Pomnik wystawiono w czterdziestą rocznicę bitwy, 14 października 1984.
W latach 1975–1998 miejscowość należała administracyjnie do województwa radomskiego.
Wierni kościoła rzymskokatolickiego należą do parafii św. Łukasza Ewangelisty w Drzewicy.